# Filmtablette

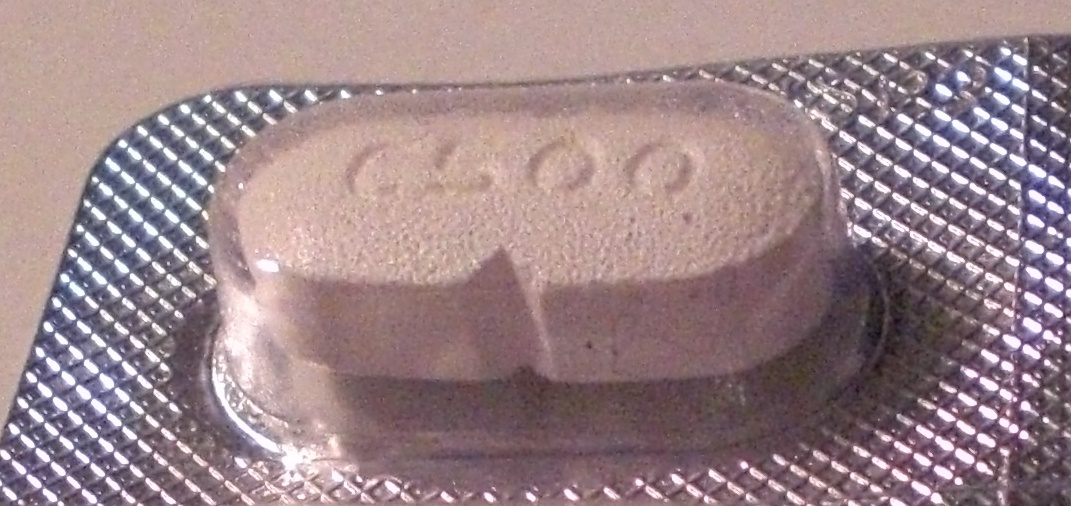
Filmtablette in Verpackung

Eine Filmtablette (Abkürzung: FTA oder Ftbl., auch FCT vom englischen film coated tablet) ist eine Tablette mit einem dünnen Überzug eines Polymers. Früher wurde sie auch als Lacktablette bezeichnet, jedoch hat sich der Begriff Filmtablette durchgesetzt.
Die Filmtablette unterscheidet sich vom Dragée mit Zuckerüberzug. Der Polymerüberzug kann unangenehmen Geschmack überdecken, erleichtert das Schlucken, schützt den Arzneistoff vor äußeren Einflüssen und kann bei Bedarf auch magensaftresistent sein, damit der Wirkstoff erst im Darm frei wird.
Im Gegensatz zum Dragée kann die Filmtablette teilbar sein.